# Muck Rack
Muck Rack es una base de datos en línea de periodistas y oficinas de relaciones públicas fundada en 2009 por Gregory Galant y Lee Semel. Constituye un agregador de publicaciones de periodistas registrados; es de uso gratuito para periodistas, y de pago para oficinas de relaciones públicas.
Fundada en Nueva York, Muck Rack tiene su sede en Miami. Dota a los periodistas con herramientas que permiten realizar seguimientos de enlaces, entre otras. Ha sido destacada en el ámbito periodístico y empresarial por su credibilidad y facilidad de uso.